# General Berthelot
General Berthelot es una comuna ubicada en el distrito de Hunedoara, Rumania.

## Superficie
Cuenta con una superficie de 30,74 kilómetros cuadrados.

## Demografía
Hasta 2021 la población era de 790 habitantes, con una densidad de población de 25,70 habitantes por kilómetro cuadrado.